# Guy McPherson
Guy R. McPherson (29 februari 1960) is een Amerikaans wetenschapper, hoogleraar-emeritus natuurlijke hulpbronnen, ecologie en evolutiebiologie aan de Universiteit van Arizona. Hij is echter het meest bekend geworden door zijn concept van Near Term Extinction (NTE), het uitsterven van de mensheid op korte termijn, dat wil zeggen tegen of voor 2030.
McPherson behaalde in 1987 een doctoraat in de wetenschappen aan de Texas Tech University in Lubbock, Texas, en werd vanaf het jaar nadien hoogleraar aan verschillende Amerikaanse universiteiten.
Hij schreef een reeks boeken over zijn vakgebied, en fungeerde als expert in een aantal rechtszaken rond natuurbranden. 
In mei 2009 vestigde McPherson zich geleidelijk op een zelfvoorzienende boerderij in het zuiden van New Mexico. Als onafhankelijk onderzoeker en cultuurcriticus gaf hij tal van lezingen en radioshows. 
McPherson houdt een uitgebreid wetenschappelijk blog bij onder de titel "Nature Bats Last" (“De natuur heeft het laatste woord”), gewijd aan abrupte klimaatverandering, en het mogelijk uitsterven van de mensheid als gevolg van positieve feedback-kringlopen in het klimaat. 
Critici noemen McPherson een apocalyptische doemdenker, en betwisten zijn wetenschappelijke argumentatie. Een aantal bezorgde klimaatwetenschappers zoals James Hansen  of  Peter Ward, en milieujournalisten zoals Bill McKibben vermijden weliswaar geassocieerd te worden met het label “nakend uitsterven van de mensheid”, maar houden ernstig rekening met catastrofale ontwikkelingen op relatief korte termijn.